# オスウェゴ郡 (ニューヨーク州)
オスウェゴ郡（英: Oswego County、[ɒsˈwiːɡoʊ]）は、アメリカ合衆国ニューヨーク州の中央部北西に位置する郡である。人口は11万7525人（2020年）。郡庁所在地はオスウェゴであり、同郡で人口最大の都市である。郡名はイロコイ族インディアンの言葉で「溢れ出るもの」を意味するものから派生しており、オスウェゴ川の河口を表現している。
オスウェゴ郡はシラキュース都市圏に属している。

## 歴史
1683年にニューヨーク植民地で郡が作られたとき、現在のオスウェゴ郡地域はオールバニ郡に属していた。これは巨大な郡であり、ニューヨーク州北部とバーモント州の全てを含んでおり、さらに理論的には西の太平洋岸まで広がっていた。1766年7月3日に、カンバーランド郡を分離し、1770年3月16日にグロスター郡を分離したが、どちらも現在はバーモント州に含まれている。
1772年3月12日、オールバニ郡の残りが3つに分割され、1つはオールバニ郡の名前で残った。1つは西部に作られたトライアン郡だった。トライアン郡の東部境界は現在のスケネクタディ市の西約5マイル (8 km) にあり、アディロンダック山地の西側と、デラウェア川西支流より西の領域を含んでいた。トライオン郡に指定された地域には現在のニューヨーク州37郡が入っている。ニューヨーク植民地総督のウィリアム・トライアンに因んで名付けられた。
1776年に先立つ年に、トライアン郡のロイヤリストは大半がカナダに逃亡した。1784年、アメリカ独立戦争を終わらせた条約締結に続いて、トライアン郡はモンゴメリー郡に改名された。これは独立戦争時の将軍リチャード・モントゴメリーに因む命名だった。モントゴメリーはカナダで数か所を占領した後、ケベック市攻略中に戦死した。憎まれたイギリスの総督に代わる命名だった。
1789年、モンゴメリー郡からオンタリオ郡が分離した。このときのオンタリオ郡は現在の領域よりもかなり広かった。現在のアリゲイニー郡、カタラウガス郡、シャトークア郡、エリー郡、ジェネシー郡、モンロー郡、ナイアガラ郡、オーリンズ郡、スチューベン郡、ワイオミング郡、イェーツ郡の全体と、スカイラー郡、ウェイン郡の一部が含まれていた。
1791年に行われたマコームの買収で購われた土地の一部にオスウェゴ郡があった。
1791年、モンゴメリー郡からハーキマー郡が、オチゴ郡やタイオガ郡と共に分離した。
1794年、ハーキマー郡を分割してオノンダガ郡が設立された。当時のオノンダガ郡にはカユガ郡、コートランド郡とオスウェゴ郡の一部が含まれていた。
1798年、ハーキマー郡を分割してオナイダ郡が設立された。当時のオナイダ郡にはジェファーソン郡、ルイス郡とオスウェゴ郡の一部が含まれていた。
1805年オナイダ郡を分割して、ジェファーソン郡とルイス郡が設立された。
1816年、ニューヨーク州48番目の郡として、オナイダ郡とオノンダガ郡の一部を併せてオスウェゴ郡が設立された。
1841年、オスウィゴ郡の事業家達が郡を2つに割ろうとした。しかし州議会を説得できなかった。現在でも郡を東西に分け、東部を「サーモン郡」とする話が出てくることがある。
1847年から1975年までの何度か、郡庁所在地をメキシコ村に移す試みがあった。しかし一度も成功していない。
2007年2月1日から12日、湖水効果により郡内の多くの場所に10フィート (3 m) 以上の雪が降り、屋根が潰れた家があり、集落によっては孤立し、雪の中に閉じこめられた人もいた。州は非常事態を宣言し、州軍が雪かきのために派遣された。
2002年4月20日午前6時50分頃、プラッツバーグ近くを震源とするマグニチュード5.2の地震が起こり、住民は眠りを覚まされた。アルトマーの消防署で小さな損傷があったのが唯一の被災報告だった。けが人は出なかった。

## 郡政府と政治
| 年     | 共和党        | 民主党        |
| ------ | ------------- | ------------- |
| 2008年 | 48.52% 21,909 | 51.11% 23,078 |
| 2004年 | 51.01% 26,325 | 46.76% 24,133 |
| 2000年 | 47.96% 23,249 | 47.15% 22,857 |
| 1996年 | 37.57% 17,159 | 44.75% 20,440 |
| 1992年 | 36.38% 18,530 | 33.36% 16,990 |
| 1988年 | 57.37% 25,362 | 41.69% 18,430 |
| 1984年 | 68.39% 31,481 | 31.17% 14,347 |
| 1980年 | 53.63% 22,816 | 36.07% 15,343 |
| 1976年 | 59.19% 23,949 | 40.36% 16,332 |
| 1972年 | 71.84% 29,109 | 27.93% 11,317 |
| 1968年 | 54.39% 20,041 | 39.72% 14,636 |
| 1964年 | 33.35% 12,415 | 66.59% 24,788 |
| 1960年 | 60.69% 24,013 | 39.28% 15,544 |

オスウェゴ郡議会は25人の議員で構成され、郡を人口で等しく割った小選挙区から選出されている。1993年までは議員数が36人だったが現在の定数に減らされた。

## 地理
オスウェゴ郡はニューヨーク州北西部にあり、シラキュース市の真北、ユーティカ市の北西、オンタリオ湖の東岸に位置している。郡東部にはタグヒル台地の一部があり、最高地点は1,550フィート (472 m) である。
アメリカ合衆国国勢調査局に拠れば、郡域全面積は1,312平方マイル (3,400 km2)であり、このうち陸地953平方マイル (2,470 km2)、水域は359平方マイル (930 km2)で水域率は27.35%である。
オスウェゴ川河口にはオスウェゴ港、サーモン川河口にはオンタリオ港がある。五大湖で最初の主要港と言われたのは、オスウェゴ港湾局のドックである。
オーウェルの町は公式に「ドライ」（禁酒町）に指定されている。

### 主要高規格道路
- 州間高速道路81号線
- アメリカ国道11号線
- ニューヨーク州道3号線
- ニューヨーク州道13号線
- ニューヨーク州道48号線
- ニューヨーク州道49号線
- ニューヨーク州道69号線
- ニューヨーク州道104号線
- ニューヨーク州道104B号線
- ニューヨーク州道481号線（退役兵記念ハイウェイ）

### 隣接する郡
- ジェファーソン郡 - 北
- ルイス郡 - 北東
- オナイダ郡 - 東
- マディソン郡 - 南東
- オノンダガ郡 - 南
- カユガ郡 - 南西

## 人口動態
以下は2000年国勢調査による人口統計データである。
| 基礎データ - 人口: 122,377 人 - 世帯数: 45,522 世帯 - 家族数: 31,228 家族 - 人口密度: 50人/km2（128人/mi2） - 住居数: 52,831 軒 - 住居密度: 21軒/km2（55軒/mi2） 人種別人口構成 - 白人: 97.17% - アフリカン・アメリカン: 0.59% - ネイティブ・アメリカン: 0.41% - アジア人: 0.42% - 太平洋諸島系: 0.01% - その他の人種: 0.48% - 混血: 0.93% - ヒスパニック・ラテン系: 1.30% 先祖による構成 - アイルランド系：15.5% - ドイツ系：14.0% - イタリア系：13.7% - イギリス系：13.3% - アメリカ人：9.6% - フランス系：7.9% - ポーランド系：5.3% 言語による構成 - 英語：96.2% - スペイン語：1.7% | 年齢別人口構成 - 18歳未満: 26.8% - 18-24歳: 10.9% - 25-44歳: 28.9% - 45-64歳: 22.1% - 65歳以上: 11.3% - 年齢の中央値: 35歳 - 性比（女性100人あたり男性の人口） - 総人口: 97.5 - 18歳以上: 94.4 世帯と家族（対世帯数） - 18歳未満の子供がいる: 35.0% - 結婚・同居している夫婦: 52.8% - 未婚・離婚・死別女性が世帯主: 10.8% - 非家族世帯: 31.4% - 単身世帯: 24.3% - 65歳以上の老人1人暮らし: 9.7% - 平均構成人数 - 世帯: 2.60人 - 家族: 3.08人 収入と家計 - 収入の中央値 - 世帯: 36,598米ドル - 家族: 43,821米ドル - 性別 - 男性: 34,976米ドル - 女性: 23,938米ドル - 人口1人あたり収入: 16,853米ドル - 貧困線以下 - 対人口: 14.0% - 対家族数: 9.7% - 18歳未満: 17.1% - 65歳以上: 9.5% |

郡内にはニューヨーク州立大学オスウェゴ校と、カユガ郡コミュニティカレッジのフルトン分校がある。

## 都市と町

オスウェゴ郡自治体配置図

オスウェゴ郡には22町、2市、10村がある。

### 都市
- オスウェゴ（郡庁所在地）
- フルトン

### 町
| - アルビオン - アンボイ - ボイルストン - コンスタンシャ - グランビー - ハンニバル - ヘイスティングス - メキシコ - ミネット - ニューヘイブン - オーウェル | - オスウェゴ - パレルモ - パリッシュ - レッドフィールド - リッチランド - サンディクリーク - シュロッペル - スクライバ - ボルニー - ウェストモンロー - ウィリアムスタウン |

### 村
- アルトマー
- セントラルスクエア
- クリーブランド
- ハンニバル
- ラコナ
- メキシコ
- パリッシュ
- フェニックス
- プラスキ
- サンディクリーク